# David Bowe
David Bowe (n. 19 iulie 1955, Gateshead, Anglia, Regatul Unit) este un om politic britanic, membru al Parlamentului European în perioadele 1989-1994, 1994-1999 și 1999-2004 din partea Regatului Unit.